# Irving Shulman
Irving Shulman (Brooklyn, 21 de maio de 1913 – Los Angeles, 23 de março de 1995) foi um escritor, biógrafo, professor universitário e roteirista norte-americano, cujos trabalhos foram adaptados em diversos filmes. Seus livros mais famosos incluem The Amboy Dukes, Cry Tough e The Square Trap, todos adaptados para o cinema.
Considerado um dos mais influentes escritores norte-americanos, Shulman ficou conhecido por escrever sobre a juventude e seus problemas.

## Biografia
Shulman nasceu no Brooklyn, em Nova Iorque, em 1913. Seus pais eram judeus lituanos que imigraram anos antes. Preocupados com a educação dos filhos, eles se esforçaram para garantir boas escolas e para enviar os filhos à universidade. Shulman estudou na Universidade de Ohio, com mestrado pela Universidade de Columbia, antes que a eclosão da Segunda Guerra Mundial atrapalhasse seus planos de continuar seu doutorado na Universidade da Califórnia em Los Angeles. Nessa época, ele se mudou para Washington, D.C., onde trabalhava para o Departamento de Guerra, no programa de educação das novas tropas, escrevendo para o jornal Army Talk.

## Carreira
Na década de 1940, escreveu seu primeiro romance, The Amboy Dukes, livro controverso, na época, pois a história se passava nas seções operárias e de classe baixa do centro de Brooklyn que Shulman conhecia bem, e tratava de um lado da vida que raramente era discutido em meio à turbulência maior da guerra: o deslocamento das famílias e o crescimento da delinquência juvenil que se desenvolveu nesse período.
Ainda mais surpreendente para os leitores, o livro se concentrava em adolescentes que atingiram a maioridade durante a guerra sem uma forte presença dos pais para orientá-los, modelos que não existiam ou, mais frequentemente, trabalhavam muito em seus empregos e não passavam tempo suficiente em casa. Nomeado para a gangue à qual os personagens principais do livro pertenciam, The Amboy Dukes descreveu seus membros como sendo capazes de cometer assaltos, estupros e assassinato.
Bem recebido nos círculos literários, o romance, no entanto, levantou algumas questões preocupantes. A ideia de gangues de rua urbanas foi uma revelação para muitos americanos de classe média, e embora ninguém discutisse a precisão do livro, o autor teria sido instruído a editar a maior parte de sua linguagem crua, violência e cenas de sexo surpreendentemente explícitas para a edição de bolso, que posteriormente foram restauradas.
Seus dois livros seguintes foram Cry Tough (1949) e The Big Brokers (1951), que seguiram os delinquentes sobreviventes do livro anterior em suas vidas de crime na idade adulta. Nesta época, com o fim da guerra, ele se mudou para Los Angeles onde, em 1948, começou a trabalhar na Warner Bros.. Os direitos de adaptação de The Amboy Dukes foram vendidos para a Universal Studios, onde o produtor Howard Christie e o diretor Maxwell Shane o transformaram em City Across the River (1949), um filme que, mantendo um pouco da intensidade e brutalidade do livro original, abrandou ou eliminou muitas de suas representações mais preocupantes de violência. Este foi o primeiro papel de Tony Curtis no cinema.
O próximo livro de Shulman, The Square Trap, foi dedicado à situação da juventude atingida pela pobreza no gueto mexicano-americano de Los Angeles. Ainda mais bem recebido pela crítica, que saudou a presença de certo humor e leveza de tom em algumas passagens, o romance foi adaptado para The Ring, em 1952.
No ano seguinte, uma série de eventos na Warner Bros. levou Shulman a desempenhar um papel fundamental na carreira de James Dean. O estúdio tinha adquirido anteriormente os direitos de uma obra de não ficção do autor que tratava da delinquência juvenil urbana. Intitulado Rebel Without A Cause, foi finalmente definido para ser transformado em filme com o diretor Nicholas Ray. Mas ele já havia feito um filme sobre delinquentes urbanos pela Columbia Pictures, Knock on Any Door (1949). O roteiro passou por várias mãos e não vinha chamando muita atenção, tendo sido planejado apenas como uma produção com orçamento modesto. Nesse meio tempo, James Dean veio para a Warner Bros. e completou East of Eden (1955), que estava testando tão bem com o público que ele foi imediatamente escalado como Jett Rink, em Giant. Mas então o estúdio soube que Elizabeth Taylor estava grávida e a produção de Giant foi adiada por sete meses.
Ansiosa para lucrar com a popularidade do jovem ator, a Warner Bros. escalou Dean para Rebel Without a Cause e, graças à sua presença, o filme foi repentinamente re-concebido como um lançamento de grande orçamento para ser filmado em cores e Cinemascope. Para Shulman, o filme também rendeu outro livro, Children of the Dark (1956). Entre as primeiras novelizações do roteiro, a obra refletia a visão mais dura e menos higiênica de Shulman da delinquência retratada no filme; também foi amplamente revisto e tratado com seriedade pelos críticos, em contraste com a forma como as novelizações mais tarde passaram a ser vistas.
Nesse mesmo ano, Shulman publicou Good Deeds Must Be Punished, uma história sobre preconceito em uma pequena faculdade da Virgínia Ocidental. Seus outros projetos do final dos anos 1950 incluíram a história dos dramas policiais Terror at Midnight (1957) e Baby Face Nelson (1958) e, em 1960, ele escreveu a novelização de West Side Story. Cry Tough foi filmado em 1959 pela United Artists, mas sua influência começou a diminuir com a chegada da década de 1960 e uma mudança geracional tanto no gosto do público quanto no gerenciamento do estúdio. Seu último roteiro foi para o filme de exploração de Albert Zugsmith, College Confidential, em 1960. Mas seus livros mais antigos (especialmente The Amboy Dukes) permaneceram populares em reimpressões, e ele passou a escrever biografias durante os anos 1960, mais notavelmente Harlow: An Intimate Biography (1964) e Valentino (1967).
Paralelamente à carreira de escritor, Shulman deu aulas na Universidade George Washington, na Universidade da Califórnia em Los Angeles e na Universidade do Estado da Califórnia, em Los Angeles. Em 1972, aos 69 anos, Shulman finalmente conseguiu concluir o doutorado que tinha sido interrompido pela Segunda Guerra 30 anos antes. Aos 70 anos, ele fez seBar Mitzvá]], 57 anos depois da idade normal.

## Vida pessoal
Irving foi casado por 57 anos com Julia Shulman, com quem teve duas filhas, Joan Alexander e Leslie Bratspis.

## Morte
Shulman morreu em 23 de março de 1995, em Los Angeles, aos 81 anos, devido a complicações desencadeadas pela Doença de Alzheimer.

## Obras
- The Amboy Dukes (1947)
- Cry Tough (1949)
- The Big Brokers (1951)
- The Square Trap (1953)
- Good Deeds Must Be Punished (1956)
- Children of the Dark (1956)
- The Velvet Knife (1959)
- Harlow: An Intimate Biography (1964)
- The Devil's Knee (1973)